# Rudisleben
Rudisleben is een dorp in de Duitse gemeente Arnstadt in het Ilm-Kreis in Thüringen. Het dorp wordt voor het eerst vermeld in een oorkonde uit de achtste eeuw. In 1999 werd het dorp in 1922 bij Arnstadt gevoegd. 
Angelhausen-Oberndorf · Arnstadt · Branchewinda · Dannheim · Dosdorf · Espenfeld · Ettischleben · Görbitzhausen · Hausen · Kettmannshausen · Marlishausen · Neuroda · Reinsfeld · Roda · Rudisleben · Schmerfeld · Siegelbach · Wipfra